# Lock Up
A Lock Up egy grindcore/deathgrind zenekar. 1998-ban alakultak meg a birminghami Sparkhillben. Jelenlegi tagok: Shane Embury, Nicholas Barker, Kevin Sharp, Anton Reisenegger. Volt tagok: Jesse Pintado, Peter Tagtgren, Tomas Lindberg. Az együttes supergroup-nak számít. A zenekart a következő zenei társulatok tagjai alkotják: Napalm Death, Terrorizer, Venomous Concept, Cradle of Filth, Dimmu Borgir, Hypocrisy, At the Gates. A zenekar legújabb albumán Kevin Sharp is szerepel, aki korábban a Brutal Truthban, illetve a fent említett Venomous Concept-ben is játszott. Peter Tagtgren jelentős névnek számít a svéd metal színtéren, Jesse Pintado pedig a Morbid Angel és a Terrorizer egyik állandó tagja, illetve játszott a Brujeriaban is. A LOCK UP egészen a mai napig aktív.

## Tagok
Jelenlegi tagok
- Shane Embury - basszusgitár (1998-)
- Nicholas Barker - dobok (1998-)
- Anton Reisenegger - gitár (2006-)
- Kevin Sharp - éneklés (2014-)

## Diszkográfia
Stúdióalbumok
- Pleasures Pave Sewers (1999)
- Hate Breeds Suffering (2002)
- Necropolis Transparent (2011)
- Demonization (2017)

## Egyéb kiadványok
Play Fast or Die: Live in Japan (2005, 2007-ben újból kiadták)